# Lijst van spelers van het Kazachse voetbalelftal
Deze lijst van spelers van het Kazachse voetbalelftal geeft een overzicht van alle voetballers die minimaal twintig interlands achter hun naam hebben staan voor Kazachstan.

## Overzicht
- Bijgewerkt tot en met EK-kwalificatieduel in en tegen  Nederland (3-1) op 10 oktober 2014

| Naam speler           | Geboortedatum | Interlands | Goals |
| --------------------- | ------------- | ---------- | ----- |
| Roeslan Baltiev       | 16.09.1978    | 73         | 13    |
| Samat Smakov          | 08.12.1978    | 61         | 1     |
| Nurbol Zhumaskaliyev  | 11.05.1981    | 58         | 7     |
| Andrei Karpovich      | 18.01.1981    | 54         | 3     |
| Sergej Ostapenko      | 23.02.1986    | 42         | 6     |
| David Loria           | 31.10.1981    | 38         | 0     |
| Aleksandr Kuchma      | 09.12.1980    | 37         | 2     |
| Aleksandr Familtsev   | 03.08.1975    | 35         | 1     |
| Kayrat Nurdauletov    | 06.11.1982    | 35         | 4     |
| Farkhatbek Yrysmetov  | 10.08.1981    | 35         | 0     |
| Dmitri Bjakov         | 09.04.1978    | 33         | 8     |
| Maksim Zhalmagambetov | 11.07.1983    | 29         | 0     |
| Aleksandr Kirov       | 04.06.1984    | 29         | 0     |
| Oleg Litvinenko       | 22.11.1973    | 28         | 6     |
| Sergey Skorykh        | 25.05.1984    | 28         | 0     |
| Igor Avdeyev          | 10.01.1973    | 27         | 6     |
| Zhambyl Kukeyev       | 20.09.1988    | 27         | 2     |
| Sergej Chizjnitsjenko | 17.07.1991    | 27         | 4     |
| Andrey Sidelnikov     | 08.03.1980    | 27         | 0     |
| Yuriy Novikov         | 19.05.1972    | 26         | 0     |
| Sergey Larin          | 22.07.1986    | 25         | 0     |
| Oleg Voskoboynikov    | 04.07.1971    | 24         | 0     |
| Askhat Kadyrkulov     | 14.11.1974    | 24         | 4     |
| Anton Chichulin       | 27.11.1984    | 24         | 1     |
| Yuriy Logvinenko      | 22.07.1988    | 24         | 1     |
| Vladimir Loginov      | 05.01.1974    | 23         | 3     |
| Rinat Abdulin         | 14.04.1982    | 23         | 1     |
| Andrey Miroshnichenko | 21.12.1968    | 22         | 0     |
| Aleksandr Kislitsyn   | 08.03.1986    | 22         | 0     |
| Andrey Finonchenko    | 21.06.1982    | 21         | 5     |
| Yegor Azovskiy        | 10.01.1985    | 21         | 0     |
| Alexandr Mokin        | 19.06.1981    | 20         | 0     |
| Maksat Bayzhanov      | 06.08.1984    | 20         | 0     |
| Azat Nurgalijev       | 30.06.1986    | 20         | 1     |

KFF · A-internationals · Bondscoaches · Statistieken · Kazachs vrouwenelftal · Olympisch elftal · Kazachstan U21 · Kazachstan U20 · Kazachstan U19 · Kazachstan U18 · Kazachstan U17
1992 – 1999 · 2000 – 2009 · 2010 – 2019 · 2020 – 2029
1992 · 1993 · 1994 · 1995 · 1996 · 1997 · 1998 · 1999 · 2000 · 2001 · 2002 · 2003 · 2004 · 2005 · 2006 · 2007 · 2008 · 2009 · 2010 · 2011 · 2012 · 2013 · 2014 · 2015 · 2016 · 2017 · 2018 · 2019 · 2020 · 2021 · 2022 · 2023 ·
2024 · 2025
Albanië ·
Andorra ·
Armenië ·
Azerbeidzjan ·
Bahrein ·
België ·
Bosnië en Herzegovina ·
Bulgarije ·
Burkina Faso ·
China ·
Curaçao ·
Cyprus ·
Denemarken ·
Duitsland ·
Engeland ·
Estland ·
Faeröer ·
Finland ·
Frankrijk ·
Georgië ·
Griekenland ·
Hongarije · 
Ierland ·
IJsland ·
Irak ·
Iran ·
Japan ·
Jordanië ·
Kirgizië ·
Koeweit ·
Kroatië ·
Laos ·
Letland ·
Libanon ·
Libië ·
Liechtenstein ·
Litouwen ·
Litouwen ·
Luxemburg ·
Malta ·
Moldavië ·
Montenegro ·
Nederland ·
Nepal ·
Noord-Ierland ·
Noord-Korea ·
Noord-Macedonië ·
Noorwegen ·
Oekraïne ·
Oezbekistan ·
Oman ·
Oostenrijk ·
Pakistan ·
Palestina ·
Polen ·
Portugal ·
Qatar ·
Roemenië ·  
Rusland ·
San Marino ·
Saoedi-Arabië ·
Schotland ·
Servië ·
Singapore ·
Slovenië ·
Slowakije ·
Syrië ·
Tadzjikistan ·
Thailand ·
Tsjechië ·
Turkmenistan ·
Turkije ·
Verenigde Arabische Emiraten ·
Vietnam ·
Wales ·
Wit-Rusland ·
Zuid-Korea ·
Zweden